# Romberg (Adelsgeschlecht)

Stammwappen derer von Romberg im Wappenbuch des Westfälischen Adels

von Romberg ist ein Zweig des aus dem Erzstift Köln stammenden Rittergeschlechts von Rodenberg, der sich im Herzogtum Westfalen ansiedelte und im 15. Jahrhundert den Namen wechselte.

## Geschichte

### Ursprung

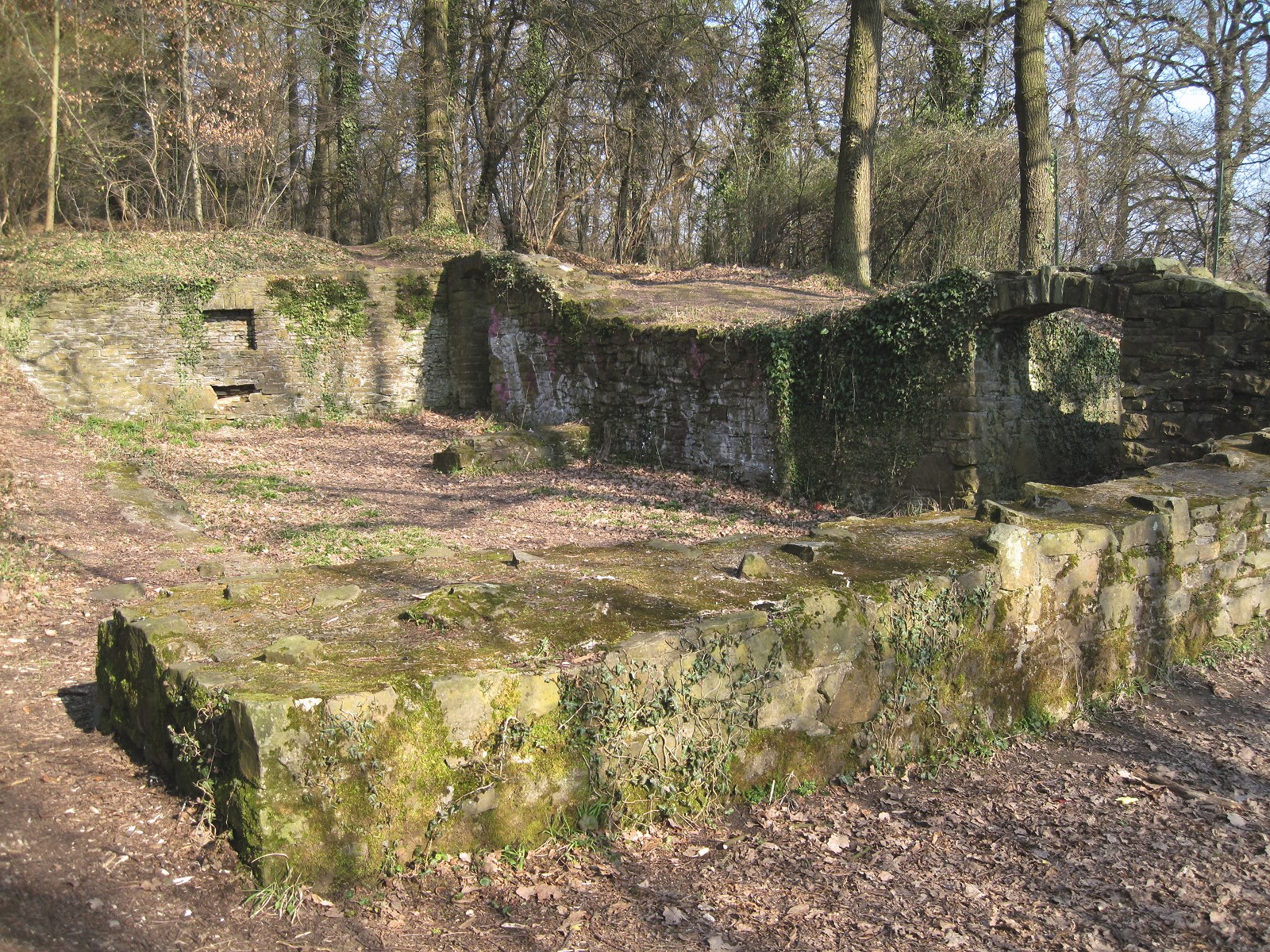
Burg Rodenberg (oder Rodenburg) bei Menden (Sauerland)

Die Familie von Rodenberg siedelte sich aus dem Herzogtum Berg kommend in der Grafschaft Mark, Grafschaft Limburg, Herzogtum Westfalen, Grafschaft Dortmund und Bistum Münster an.
Einen Zweig dieser Familie findet man in Menden im Herzogtum Westfalen mit dem 1249 urkundlich erwähnten Gozvinus miles (lat. Soldat, Krieger) de Rodhenburg, der 1243 auch als Gozwinus de Menedin und 1246 als Gozvinus villicus de Menedhen nachweisbar ist und zu den seit 1170 urkundlich festgestellten ritterbürtigen Schultheißen von Menden gehörte.
Gozvinus (Goswin) I. von Rodenberg war der Sohn von Heinrich von Rodenberg auch Heinrich von der Anderburg (Henricus de Altero Castro) genannt, der ein kölnischer Verwalter der Anderburg Volmestein (1218) und wohl identisch mit Heinrich von Menden, kölnischer Schultheiß zu Menden war. Mit der Anderburg war eine neue Burg (novum castrum) gemeint, welche in der Nähe der Burg Volmarstein stand und vom Kölner Erzbischofs Engelbert I. als Trutzburg gegen die Herren von Volmestein gebaut wurde. Heinrich von Rodenberg, welcher erstmals 1214 urkundlich erwähnt wurde, war Ritter unter Kaiser Friedrich II. (HRR) und starb während des Kreuzzugs in Palästina 1228/29 an einer Epidemie. Goswin I. von Rodenberg (1190–nach 1251) wird 1243 als Goswin von Menden in einer Urkunde als Burggraf und ehemaliger Besitzer des Turms Anderburg genannt, als der Turm mitsamt des Schlosses an den Lübert von Schwansbule übertragen wird. Heinrichs Witwe Elisabeth, die Mutter von Goswin, hat sowohl das Gut Althem weitergeführt als auch das Amt des Schultheißen von Menden.
Goswin ließ auf dem Rodenberg (268 m) in Menden, auch Rothenberg und in alten Quellen Romberg genannt, oberhalb des Hofes Althem zwischen 1246 und 1248 die Burg Rodenberg bauen. 1249 war diese Burg dann der Stammsitz derer von Rodenberg zu Menden. 1252 war er Ritter und Ministeriale der Kölner Kirche und anschließend Lehnsträger der Erzbischöfe von Köln. Als Goswin seine Braut Richenza, Tochter von Heinrich von Volmestein geheiratet hatte, ist seine Mutter Elisabeth von Rodenberg ins Kloster Fröndenberg gegangen und dort Äbtissin geworden. 1260 ist Goswin von Rodenberg Zeuge beim Bündnis und Frieden zwischen dem Erzbischof Konrad von Köln, dem Abte Themo von Corvey und dem Herzog Albrecht von Braunschweig.

### Aufstieg und Verbreitung
Aufgrund eines (u. U. auch fingierten) Rechtsstreites zwischen dem Erzbischof Siegfried von Köln und den Söhnen von Goswin I. von Rodenberg und seinen zwei Söhnen Heinrich und Bernhard um Land (von Goswin I. gekauft 1272 vom Grafen Gottfried von Arnsberg), tritt Goswin I. von Rodenberg am 15. Februar 1275 sein Schloss Rodenberg mit der Freigrafschaft und die Vogtei über Menden ab, wobei ihm und seinen Enkeln Leibrenten angewiesen werden. Er behält nur den Hof Alfhem. 1298 erklärt Graf Everhard von der Mark dass er Schloss Rodenberg als kölnisches Pfand besitze und 1301 zerstört er dieses zusammen mit Hof Alfheim. Die Familie von Rodenberg verstreute sich nach der Abtretung 1275 sowohl im Sauerland wie auch in der Gegend des Hellwegs und der Grafschaft Dortmund.
1480 Jahr teilte Bernd von Rodenberg das Haus Massen mit seinem Bruder Johann. Er behielt Obermassen und Johann bekam Niedermassen. Durch die Heirat Bernds mit der Godeke von Vittinghoff im Jahre 1483 kommt die Hälfte von Haus Brünninghausen im heutigen Dortmund in seine Familie.
1498 muss Bernd von Rodenberg dem Dortmunder Bürger Johann Roterd wegen Rechtsstreitigkeiten zwei Güter zu Hachenei verkaufen, um dessen Schuldansprüche zu befriedigen. Er und seine Familie, sowie sein Bruder Johann nennen sich nun von Romberg, wahrscheinlich nach dem Hausberg, auf dem die Burg Rodenberg in Menden gestanden hat.
Mit der Verpfändung des Hauses Brünninghausen an die Brüder Berendt und Rotger Ovelacker 1531 wohnte Bernhard von Romberg auf seinem väterlichen Erbe zu Massen und starb 1541 bei Neuß im Zuge des Herzogs Wilhelm von Kleve gegen den Kaiser.
Conrad, der Sohn des Bernhard von Romberg zu Massen renovierte das Schloss Brünninghausen, zog um 1560 dorthin und wurde der Stifter der Brünninghauser Linie. Im Jahre 1681 ließ Conrad Philipp von Romberg (1620–1703) die Burg erneuern und das Torhaus errichten.
Gisbert Friedrich Wilhelm von Romberg (1888–1952) verkaufte die Anlage 1927 an die Stadt Dortmund. Die Bezahlung war in mehreren Raten abgesprochen. Nach dem Ersten Weltkrieg hatte sich die Stadt Dortmund geweigert, die fälligen Raten zu zahlen. Es kam zum Prozess, der sich vom Anfang der 20er Jahre bis 1955 hinzog. 1955 gab es endlich einen Vergleich. Als Ausgleich wurde der Familie von Romberg die alte Dorfkirche mit dem Emporenmausoleum in Buldern zugesprochen. Ende des 19. Jahrhunderts wurde der Sitz der Familie von Schloss Brünninghausen in Dortmund nach Schloss Buldern in Dülmen im südlichen Münsterland verlegt.
Neben dem eigentlichen Schloss in Brünninghausen gehörten zahlreiche Kotten und Höfe in Barop, Hacheney, Wellinghofen, Kleinholthausen und Lücklemberg zum Besitz der Familie. Auch umfangreicher Waldbesitz an den Nordhängen des Ardeygebirges gehörte zu Schloss Brünninghausen. Die genannten Gebiete gehörten damals allerdings nicht zu Dortmund, sondern zu Hörde. Die Rombergs waren die Holzrichter in der Eichlinghofer Mark, Hacheneyer Mark und der Bittermark. Eine wichtige wirtschaftliche Einnahmequelle der Rombergs waren die Mühlen an der Emscher.
Schon früh wurden die oberflächennahen Kohleflöze des Ardeys abgebaut. Die Familie saß in ihrem Sitz Haus Brünninghausen sprichwörtlich auf der Steinkohle. Bereits Caspar von Romberg (1575–1641) begann an der Peripherie von Haus Brünninghausen im frühen 17. Jahrhundert die oberflächennahe Steinkohle abzubauen. Die Rombergs entwickelten sich in der ersten Hälfte des 19. Jahrhunderts zu einem der größten Bergwerksbesitzer im Ruhrgebiet. Sie betrieben zunächst Stollenbergbau und gingen dann angesichts fortschreitender Industrialisierung mit großen Investitionen zum Tiefbau über. Früh setzten sie dort die Newcomen'sche Dampfmaschine zur Entwässerung ein.
Die mit dem Bergbau verbundene Umweltverschmutzung und die auftretenden Bergschäden ließ die Familie später von Förderern des Bergbaus zu Kritikern werden. Hier liegt auch der Grund für den Umzug der Familie nach Schloss Buldern.
Auch geschickte Heiratspolitik zeichnete die Familie aus. Durch die Verbindung von Caspar von Romberg mit Anna Theodora von Viermund gelangte deren gemeinsamer Sohn Conrad Philipp in den Besitz des Schlosses Bladenhorst im Amt Castrop. Ebenso erwarb Conrad Philipp die Adelssitze Haus Colvenburg bei Billerbeck, Haus Dönhoff bei Wengern und Haus Wiesche in Bochum.
Die Rombergs waren Patronatsherren der Kirche in Wellinghofen.
Mitglieder der Familie taten auch in der Verwaltung und Politik ihren Dienst. Gisbert von Romberg I. war während der französischen Herrschaft Präfekt des Ruhrdepartements.
Vom 19. Jahrhundert bis zur Bodenreform 1945 besaßen die Freiherren von Romberg auch Begüterungen im Land Ruppin und bildeten dort auch eigene Familienlinie heraus.
In Brünninghausen befindet sich heute noch südlich des Torhauses der botanische Garten Rombergpark, in Hacheney das städtische „Gisbert-von-Romberg-Kolleg“ mit den Fachbereichen Soziales, Ernährung und Hauswirtschaft sowie Nahrung und Gastgewerbe.

## Ehrenritter des Johanniterordens
Folgende Einträge finden sich zur Familie Romberg als Ehrenritter des Johanniterordens:
- Nr. 463: Max Conrad Joseph Freiherr von Romberg, Majoratsbesitzer, Mitglied des Herrenhauses, auf Schloss Gerdauen, Kreis Gerdauen, Eintrag 4. April 1859
- Nr. 1083: Leonhardt Gottfried Freiherr von Romberg, Rittmeister a. D., Kammerherr Ihrer Königlichen Hoheit der Frau Prinzessin Friedrich von Hessen, auf Zaatzke bei Wittstock, Eintrag 12. März 1866
- Nr. 3255: Wilhelm Freiherr von Romberg, Oberst und Commandeur des Füsilier-Regiments „Graf Roon“ (Ostpreußisches) Nr. 33, Eintrag 10. März 1890
- Nr. 6742: Wilhelm Freiherr von Romberg, Hauptmann und Kompagniechef im Königin Augusta Garde-Grenadier-Regiment Nr. 4, Eintrag 19. August 1913

## Wappen

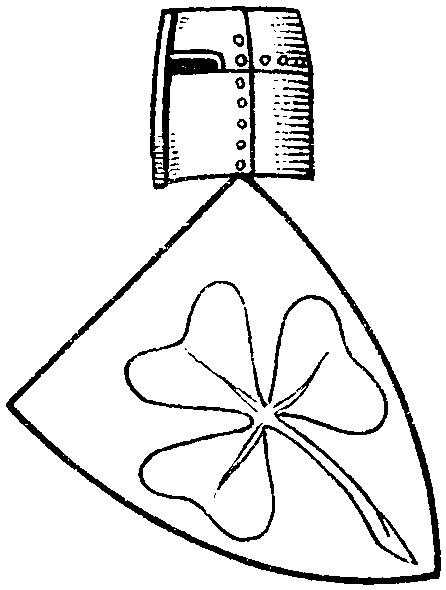
Wappen derer von Romberg (Alt) im Wappenbuch des Westfälischen Adels
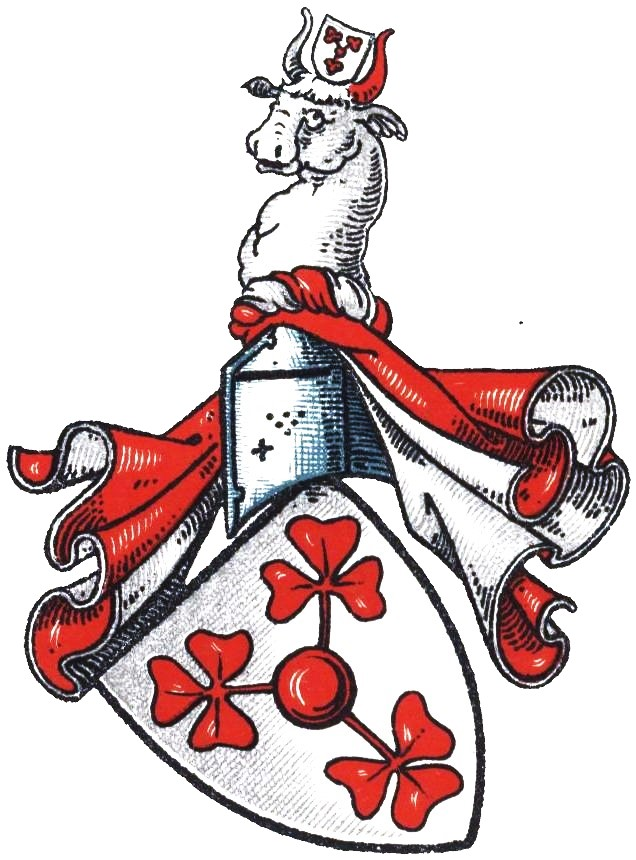
Wappen derer von Rodenberg im Wappenbuch des Westfälischen Adels
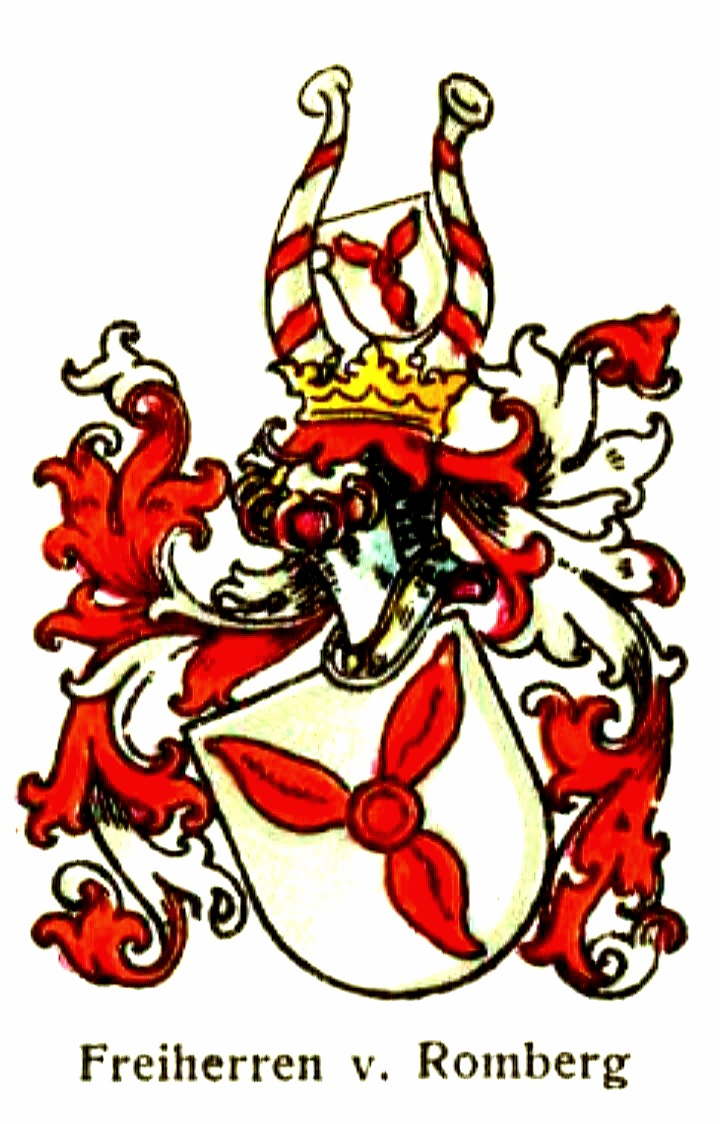
Variante des Stammwappens
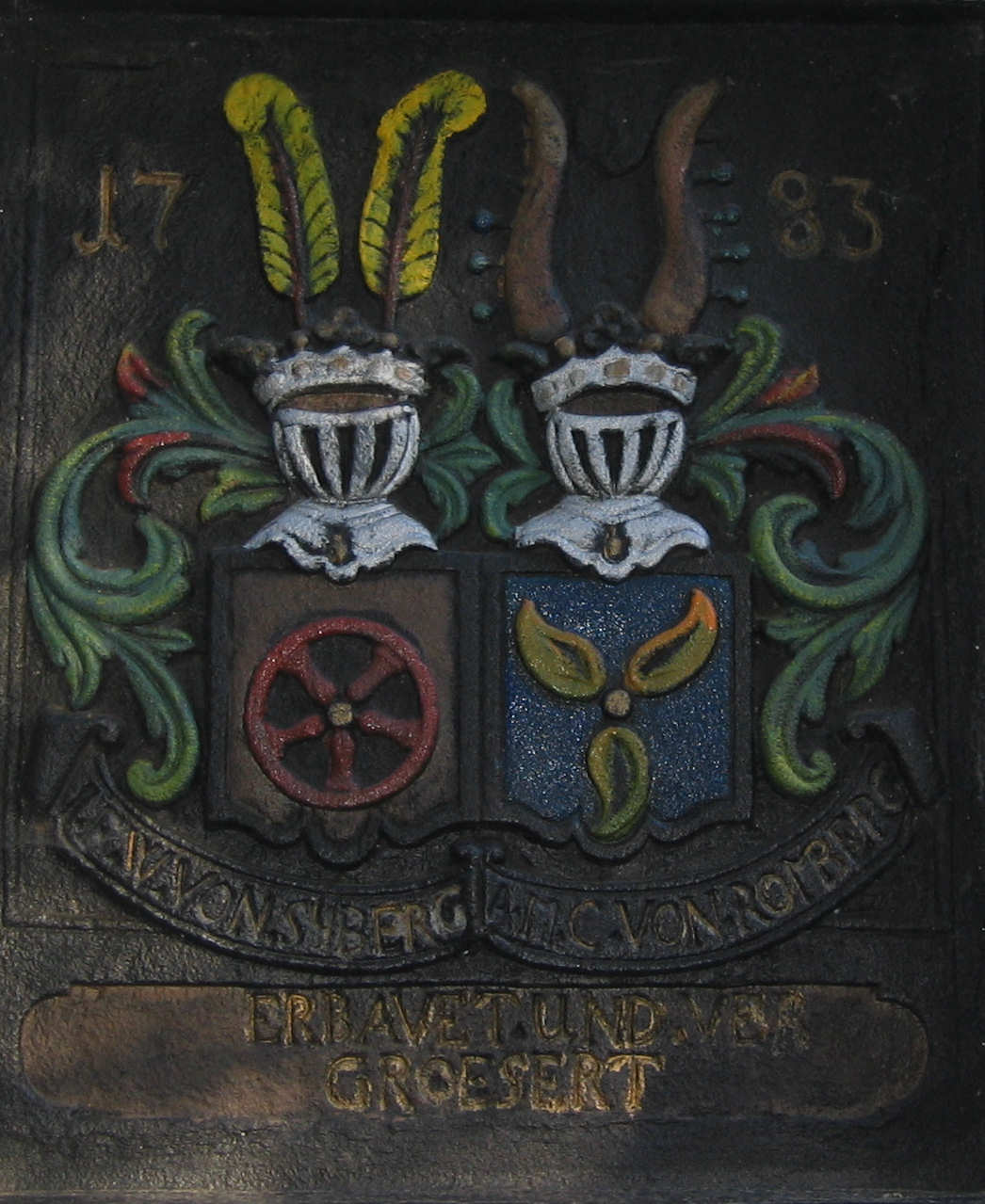
Familienwappen derer von Romberg an der Kapelle Wischlingen
Wappen Romberg 1 Preussischer Adel
Wappen Romberg 2 Preussischer Adel

Das Stammwappen zeigt in Silber drei im Schächerkreuz stehende, durch einen goldenen (oder roten) Ring verbundene rote Büffelohren. Auf dem Helm mit rot-silbernen Helmdecken ein rotes und ein silbernes Büffelhorn, die außen mit je vier Kugeln oder Rosen verwechselter Farbe bestückt sind (dazwischen ein mit dem Schildbild belegtes Schildchen). Eine Variante zeigt das Schildchen zwischen zwei silbernen Büffelhörnern, je schräg einwärts mit drei roten Bändern belegt.

## Bekannte Familienmitglieder
- Bernd von Romberg I. († 1506 in Dortmund), Drost des Amtes Hörde
- Caspar von Romberg (1575–1641), Herr auf Schloss Brünninghausen; Montanunternehmer
- Conrad Philipp von Romberg (1620–1703), Herr auf Schloss Brünninghausen; Montanunternehmer
- Caspar Adolf von Romberg (1721–1795), Unternehmer im Steinkohlenbergbau
- Johann Friedrich Wilhelm Moritz von Romberg (1724–1792), preußischer Generalmajor
- Friedrich Gisbert Wilhelm von Romberg (1729–1809), preußischer Generalleutnant
- Gisbert von Romberg I. (1773–1859), Präfekt des Ruhrdepartements
- Clemens Conrad Franz von Romberg (1803–1869), königlicher Kammerherr
- Max von Romberg (1824–1904), Reichstagsabgeordneter
- Gisbert von Romberg II. (1839–1897), der tolle Bomberg
- Wilhelm von Romberg (1839–1917), preußischer Generalleutnant
- Gisbert von Romberg (1866–1939), Diplomat

1784 Reichsritter
- Friedrich von Romberg (1729–1819), Kaufmann, Reeder und Sklavenhändler, ggf. unehelicher Sohn von Freiherr Friedrich-Wienhold von Romberg

## Besitztümer der Familie Romberg
Zu den genannten Adelssitzen und Häusern gehörten jeweils umliegende Ländereien und angeschlossene Wirtschaftsbetriebe.

### Märkischer Besitz
- Schloss Brünninghausen (wurde im Zweiten Weltkrieg zerstört)
- Schloss Buldern
- Haus Colvenburg
- Schloss Bladenhorst
- Haus Dönhoff
- Haus Ermelinghof
- Haus Rüdinghausen
- Haus Wiesche
- Haus Massen (letzter Besitzer war die Familie von Rüxleben, welche das Gut nach 1930 parzelliert und verkauft haben)
- Haus Friedrichsburg
- Haus Westhemmerde
- Haus Werl (gemeint ist Haus Lohe. Besitzer war die Familie von Papen-Köningen. 1850 Eheschließung Franz Egon von Papen-Köningen (1825–1887), Erbherr zu Lohe und Erbsälzer zu Werl, mit Paula Carolina Gisbertina Walburgis Huberta Freiin von Romberg zu Buldern (1830–1902), Schwester des Gisbert Freiherr von Romberg zu Buldern (1839–1897)).[12][13] Heute ist das Haus in Privatbesitz der Familie Hill-Green.
- Haus Stockum
- Haus Ruhr (ging im 18. Jahrhundert an die Familie Basse)
- Haus Edelburg (heute im Besitz der belgischen Adelsfamilie Becker-Remy)
- Gut Landhausen
- Haus Husen (Syburg)

### Bistum Münster
- Ascheberg

### Brandenburg
- Brunn
- Zaatzke

### Nordelbischer Besitz
- Gut Werthemine
- Gut Gammelgaard
- Gut Rumohrshof
- Gut Prieshold
- Gut Kuplin

### Limburger Besitz
- Haus Nordenbeck (ging im 16. Jahrhundert für die Familie verloren)
- Haus Berchum (nur noch als Ruine vorhanden)
- Haus Heyen (bei Roermond, gehörte früher zum Herzogtum Kleve)

### Livländischer Besitz
- Haus Driesberg
- Schloss Caspersbroich
- Gut Muchhausen

### Stadthöfe
- Heereman'scher Hof (Münster)
- Bladenhorster Hof, auch Kleiner Romberg’scher Hof (Münster)
- Romberger Hof (Bonn)

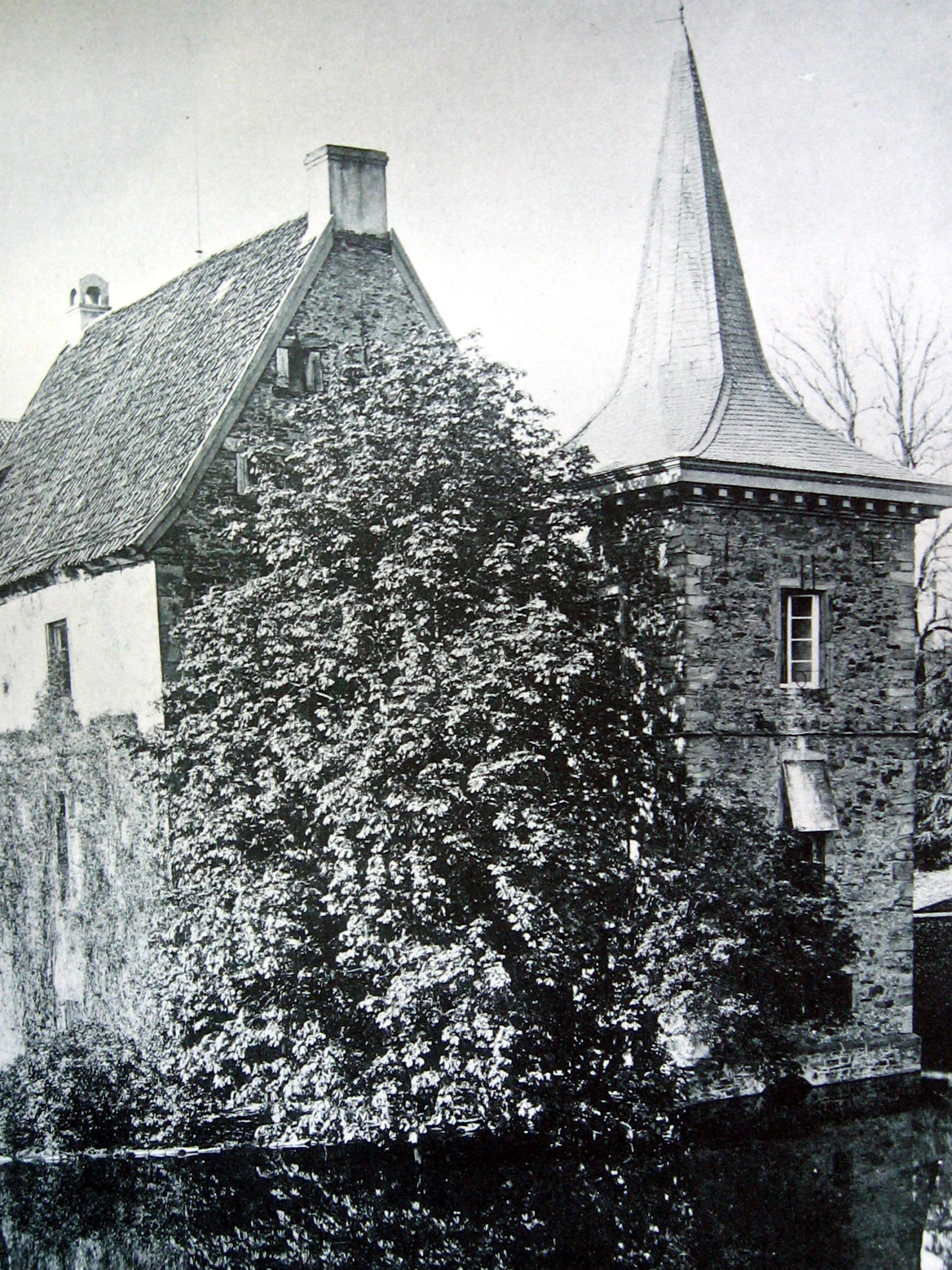
Schloss Brünninghausen, Dortmund (1894)
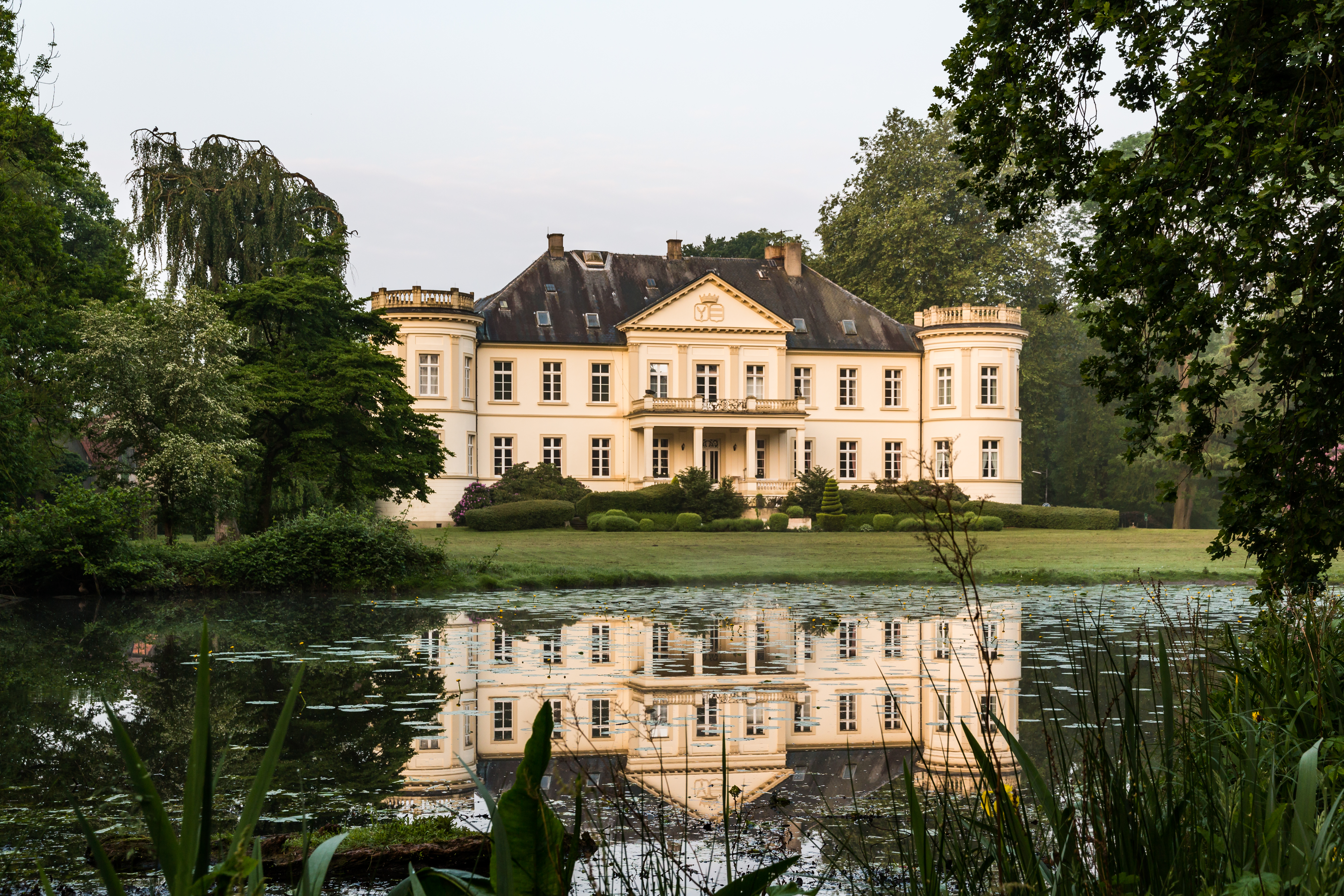
Schloss Buldern, Dülmen